# Oligodendrocyt
Oligodendrocyty, komórki glejowe skąpowypustkowe, gliocyty skąpowypustkowe – komórki gleju formujące osłonki mielinowe w ośrodkowym układzie nerwowym. 
Nazwa oligodendrocytów została pierwszy raz wprowadzona przez Pío del Río-Hortegę (1882–1945). Oligodendrocyty znane są głównie ze względu na zdolność formowania osłonek mielinowych w ośrodkowym układzie nerwowym. W procesie mielinizacji liczne wypustki oligodendrocytów w wyniku kontaktu z aksonem zaczynają obwijać go swoją błoną komórkową w postaci spiralnych zwojów, tworząc w ten sposób osłonkę mielinową. Jeden oligodendrocyt osłania fragmenty aksonów kilku komórek, w przeciwieństwie do lemocytu (odpowiednika oligodentrocytu w obwodowym układzie nerwowym), który na ogół wytwarza osłonkę mielinową dookoła jednego włókna nerwowego. Liczba osłonek tworzonych przez jedną komórkę oligodendrocytu waha się, w zależności od rejonu centralnego układu nerwowego, od 40 w nerwie wzrokowym szczura do pojedynczej osłonki na mocno zmielinizowanych szlakach rdzeniowych w rdzeniu kręgowym kota .

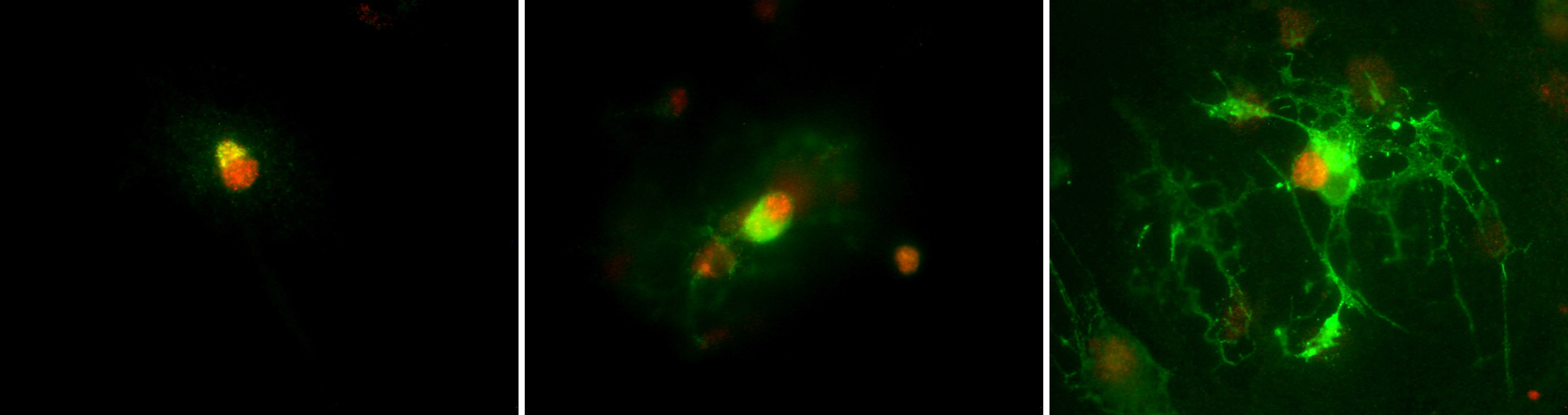
Morfologiczne zmiany różnicującego się oligodendrocytu (barwienie na czynnik transkrypcyjny Olig2, czerwony, oraz CNP-azę, zielony)

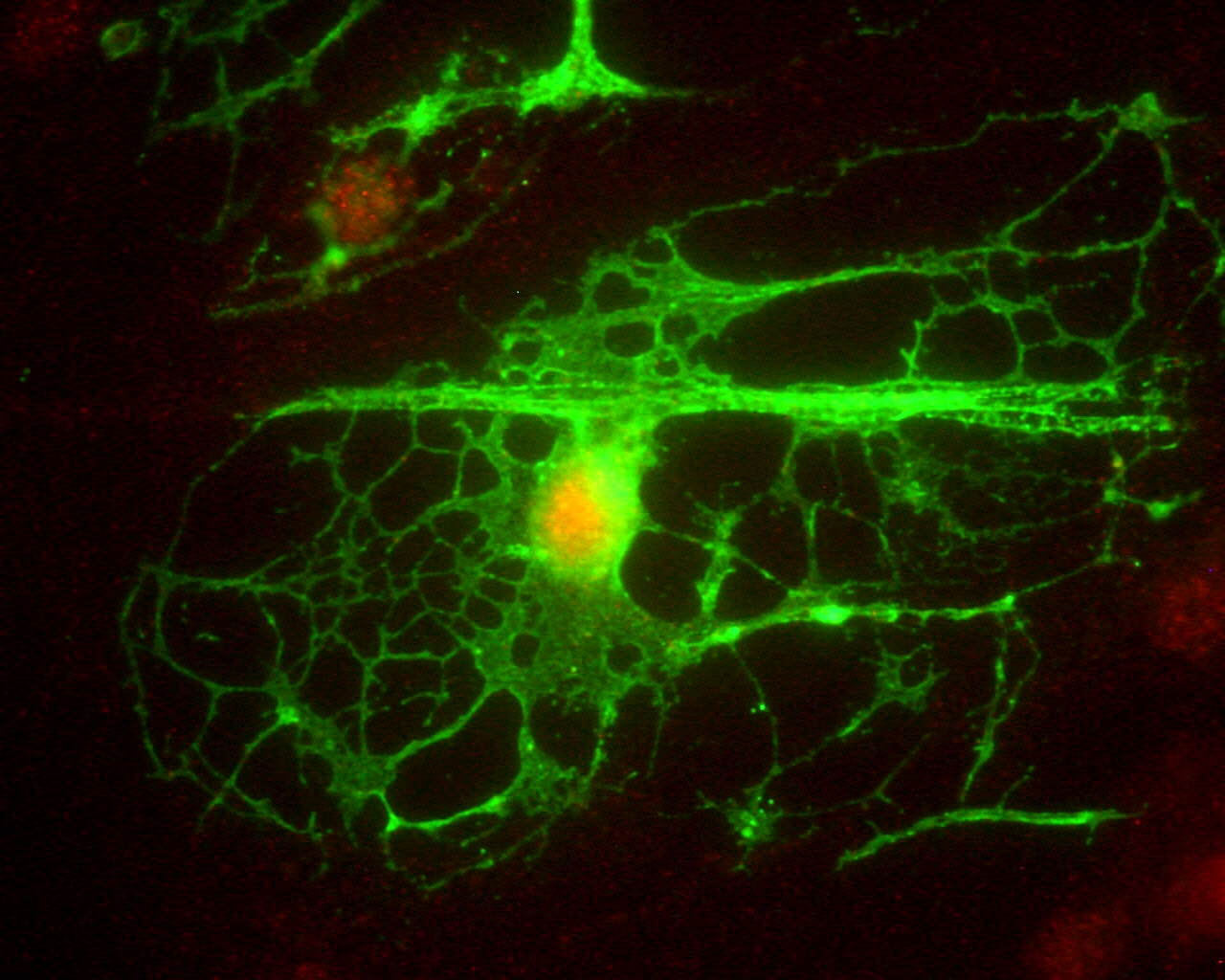
Oligodendrocyt w pierwszej fazie mielinizacji. Barwienie na czynnik transkrypcyjny Olig2 (czerwony) oraz CNPase (zielony)

Podczas rozwoju rdzenia kręgowego, komórki prekursorowe dla oligodendrocytów (ang. oligodendrocyte precursor cells – OPCs) wywodzą się głównie z brzusznej części cewki nerwowej. W wyniku antagonistycznego działania czynników SHH oraz wybranych białek z rodziny BMP dochodzi do różnicowania się oligodendrocytów, które następnie kolonizują istotę białą. Dodatkowo do brzusznej populacji oligodendrocytów, powstaje grupa oligodendrocytów generowanych w centralnej części oraz grzbietowej stronie rdzenia kręgowego . Komórki prekursorowe dla oligodendrocytów pozostają rozsiane w centralnym układzie nerwowym stanowiąc pulę komórek uczestniczącą w odnawianiu puli dorosłych oligodendrocytów. Licznie prezentowane w okresie postmitotycznym w centralnym układzie nerwowym, oznaczane poprzez ekspresje specyficznego markera – NG2 – przez wielu badaczy brane są za osobną grupę gleju, zwaną polidendrocytami. 
W wyniku uszkodzenia ośrodkowego układu nerwowego, jak również w wyniku chorób neurodegeneracyjnych, dochodzi także do degeneracji i śmierci oligodendrocytów. 
Oligodendrocyty eksprymują na swojej powierzchni serie charakterystycznych białek – Nogo-A, MAG, OMgp i inne – które wiązane są silnie z ich hamującymi właściwościami na wzrost zakończeń nerwowych po uszkodzeniu . Teza ta jednak stoi przed wyzwaniem rzuconym przez grupę prof. Schwaba pokazującą nagły i silny wzrost zakończeń nerwowych wzdłuż zmielinizowanych szlaków nerwowych nie tworzących rozgałęzień do sąsiadujących szlaków. Nazwano to z angielskiego guard rail poprzez negatywną stymulację . Co więcej, ostatnie badania in vivo sugerują, że MAG, komponent mieliny uznawany za inhibitor wzrostu, w rzeczywistości wzmaga wzrost zakończeń nerwowych .